# Potamophilinus sumatrensis
Potamophilinus sumatrensis là một loài bọ cánh cứng trong họ Elmidae. Loài này được Delève miêu tả khoa học năm 1967.